# برترام گودهیو
برترام گراسونور گودهیو (به انگلیسی: Bertram Grosvenor Goodhue) متولد ۱۸۶۹ در کانتیکت، معمار آمریکایی بود.
او مدتی برای جیمز رنویک کار کرد، و در ۱۹۲۴ درگذشت.